# Autoroute A2 (Croatie)
Pour les articles homonymes, voir Autoroute A2.
L'autoroute croate A2 (en croate : Autocesta A2) est une autoroute de Croatie située dans la région de Hrvatsko Zagorje, au nord du pays. Elle relie Zagreb à Macelj, plus précisément à la frontière avec la Slovénie. L'autoroute appartient à la route européenne 59 et du corridor paneuropéen X. Longue de 59,2 km, l'autoroute relie la frontière entre la Croatie et la Slovénie à l'échangeur de Jankomir de la ceinture périphérique de Zagreb, permettant un accès rapide à de nombreux villes et villages, tels que Krapina, Zabok et Zaprešić. L'autoroute est constituée de péages, excepté le tronçon septentrional allant de Macelj à Trakošćan, et le tronçon méridional situé près de Zagreb.
Sa construction a commencé en 1990, puis a été interrompue de 1994 à 2004 à cause de problèmes financiers. La création d'une société distincte pour son développement et son exploitation a permis son achèvement en 2007. En juillet 2011, le tracé de l'autoroute est entièrement terminé, constitué d'une chaussée à double et de quatre voies de circulation, sauf pour un segment relativement court restant une route à chaussée unique. L'autoroute est actuellement gérée par Autocesta Zagreb – Macelj.
L'autoroute possède un trafic très dense tout au long de l'année. Pendant l'été, son trafic de circulation peut presque doubler, car de nombreux touristes voyagent en mer Adriatique. De plus, ses sections méridionales sont situées dans la banlieue de Zagreb, augmentant fortement le trafic de circulation.